# Edward Dannreuther
Edward George Dannreuther (Strasburgo, 4 novembre 1844 – Hastings, 12 febbraio 1905) è stato un pianista e musicologo tedesco, residente dal 1863 in Inghilterra.

## Biografia
Suo padre aveva attraversato l'Atlantico, trasferendosi a Cincinnati e lì aveva fondato un'attività di produzione di pianoforti. Il giovane Edward, sotto la pressione di suo padre per entrare nel mondo bancario come carriera, una prospettiva che non trovava congeniale, fuggì a Lipsia nel 1859.
Si formò come musicista al Conservatorio di Lipsia, dove fu allievo di Ignaz Moscheles. Giovane sostenitore di Wagner, fondò la London Wagner Society nel 1872. Nel 1863 fu ingaggiato da Henry Chorley per suonare il piano a Londra ai concerti del Crystal Palace. Le sue esibizioni di Chopin e Beethoven furono ben accolte; dopo il suo matrimonio nel 1871 decise di stabilirsi definitivamente in Inghilterra.
Il suo lavoro in due volumi, Musical Ornamentation, fu per molti anni il testo standard e un'influenza importante sulla tendenza in evoluzione della prassi esecutiva.
Dannreuther divenne professore di pianoforte al Royal College of Music nel 1895, carica che mantenne fino alla sua morte. Appassionato di musica nuova, ebbe un'influenza importante sul compositore Hubert Parry, che era suo allievo. Il 26 luglio 2005 è stata inaugurata una targa commemorativa posta sulla sua ex casa al n. 12 di Orme Square, Westminster, Londra.
Suo figlio Hubert Edward Dannreuther era un ammiraglio britannico e uno dei sei sopravvissuti al naufragio dell'HMS Invincible.